# Енеолитен храмов комплекс Долнослав
Енеолитният храмов комплекс Долнослав е археологически обект, разположен в подножието на Родопите, на около 40 km южно от град Пловдив, в местността Лопките край село Долнослав (община Асеновград). Установени са два отделни хоризонта, датиращи от неолита и енеолита, като само по-късният е проучен. Разкопките на горните пластове са извършени в рамките на девет сезона, първоначално под ръководството на проф. Ана Радунчева и Бистра Колева (археологически сезони 1983 – 1991 г.). Комплексът е един от най-значимите праисторически обекти на българска територия.
При находките разкрити край Долнослав липсват оръдия на труда, характерни за енеолитните селища. Тук изцяло липсват артефакти свързани със занаятите, селско стопанство и военното дело – факт, който според Бистра Колева и проф. Ана Радунчева свидетелства, че обитателите на обекта край Долнослав не са се занимавали със скотовъдство или занаяти. Обектът не е свързан с материална дейност, защото обитателите му са били свещенослужители. Съдейки по намерените артефакти, археолозите установяват, че тук са се стичали поклонници от далечни земи. Храмовият комплекс ги е събирал на едно сакрално място. Най-вероятно култът, почитан тук, е бил свързан с плодородието.
При стратиграфията на долнославската могила се наблюдават няколко фази на обитаване, като една от тях показва характерното за праисторическите селища от ареала опожаряване. Именно в този слой са намерени фрагментите на около 500 антропоморфни статуетки – находка, която предизвиква истинска сензация в средата на 1980-те.
Находките от комплекса са показвани в Лувъра и Ермитажа, а Филипополските седмици през 1986 година са открити с изложба на тема Религията през каменно-медната епоха, включваща откритите артефакти край Долнослав.
Откритите находките са изложени в колекцията „Праисторическо изкуство“ на РИМ – Пловдив.

## Датиране
Археологическите находки потвърждават, че храмовият комплекс датира от втората половина на ІV хил. пр.н.е., когато културното развитие на енеолитната цивилизация в българските земи е достигнало своята кулминация.
Проф. Ана Радунчева разглежда храмовия комплекс като неразривна част от високопланинската система от скални светилища в Родопите, като според нея комплексът е най-ниско разположеното нейно звено. Тя разглежда обекта като сакрален комплекс, който е функционирал неразривно свързан с голямото енеолитно скално светилище Белинташ (намиращо се над селата Долнослав и Тополово). И двата обекта попадат в обширна и силно проявена магнитна аномалия.

## Археологическо проучване
Археологическото почуване на обекта започва през 1983 г. и завършва през 1991 г. То е ръководено от Ана Радунчева и Бистра Колева. Обектът не е проучен в цялост.
- 1983

Започва археологическото проучване на селищната могила в местността Лопките край село Долнослав. Осъществено е геодезчно заснемане. Премахнат е най-горният пласт на могилата, който на места достига до 0,50 m. Разкрити са главно дебели струпвания от горели мазилки. Събраните находки свидетелстват, че обектът е обитаван от ранния неолит до самия му край. Не са открити материали, свидетелстващи присъствие на обекта от бронзова епоха. Археолозите отбелязват, че основно преобладават предмети и фрагменти от такива ползвани за култови нужди.
- 1985

През този археологически сезон е установен планът на една храмова постройка, централната част на която е била заета от два олтара – единият с формата на култова лампа (2 х 1,50 m), където на една от късите страни е бил монтиран глинен фалос с дължина около 0,80 m и диаметър 0,35 m. Вторият олтар е силно разрушен. Върху една от вътрешните преградни стени е открита фреска на човешко лице. От особен научен интерес е помещение, оформено от тънки пръти без покрив, в средата на което е монтирана добре измазана правоъгълна площадка, в центъра на която е бил поставен стълб, подобен на тотем.
През този сезон са открити още четири жилищни постройки и 1800 предмета и цели съдове, подлежащи на реставрация, като повечето са с култово предназначение. Сред находките са два рогови скиптъра, три цели аскоса и 16 броя фаланги от пръсти на човешка ръка – всички старателно обработени.
- 1986

Разкрит е южният вход на храмовия комплекс и настланият с камъни път, водещ към централната храмова постройка. В югоизточната част на комплекса са открити основите на култова сграда, където е бил поставен олтар с трапецовидна форма. На всеки край на олтара е била поставена по една антропоморфна глинена фигура. Една от фигурите е била украсена с наниз от 400 мъниста от денталиум. В преддверието към олтара е разкрита стена, на която е била изобразена мъжка фигура в естествен ръст. На пода под мъжката фигура е било пластично пресъздадено изображение на змия. При тези изображения е разкрито и жертвоприношение на три агнета. В северозападния край на комплекса са открити основите на кръгъл храм, където са открити три концентрични кръга, вкопани на различна дълбочина. В северната част на комплекса е открита голяма буркания, изработена от глина.
От изключителен научен интерес е разкритият в централния храм релеф, изобразяващ седнала женска фигура, държаща в скута си две деца (вероятно близнаци), до лявото рамо на която е пресъздадена змия и трета детска фигура (вероятно изображението пресъздава отвличането/отнемането на рожбата от влечугото); в релефа е моделирана и мъжка фигура с несъразмерно голяма корона от стилизирани змии. По релефите са открити следи от боя – червена охра, червена манганова боя, малахит и др.
Релефът е включвал и други сюжети, от тях са запазени изображения на стилизирани човешки тела и буркании. От средата на релефа към открито огнище са били изработени улеи, обмазани с манган.
През този сезон са открити голямо количество култови предмети – фигурки и съдове.
- 1987

Проучени са нови 400 m² от могилата. Открити са основите на нови две храмови постройки. Разкрити са нови релефи, изобразяващи змии, и огнище с наличието на ситно стрити горели кости и изображения на идоли – познати от вече намерените находки. При почистване на цялата периферия на могилата е установено, че застроената площ е била оформена в сложна фигура. По време на този сезон е разкрит и път, покрит с каменна настилка, който е бил използван още в началото на неолита.

## Описание и особености
Върху цялата площ на обекта са проучени две преработки на първи строителен хоризонт. Установени са локациите на 27 храмови постройки, заемащи цялата свещена територия на храмовия комплекс.

### Архитектурен план
Теменосът е ограден от заобикалящия го терен с четворен разделителен пояс. Отвън навътре отделните му съставни части са както следва:
- каменна маркировка, която образува правилна елипсовидна фигура, съставена от къси прави отсечки, в краищата на които се образуват кръгови каменни уширения;
- черна лента, успоредна на каменното ограждение и образувана от пръст, обилно примесена с манган, изсипана и трамбована в предварително изкопана траншея, наподобяваща гигантска змия, чиято опашка опира в югоизточната страна на входа, а главата в югозападната. Ширината на пояса е 0,80 m.
- пояс от добре трамбована жълто-зелена глина, примесена с изключителни дребни камъчета и фин речен пясък;
- фигурален пояс, който се раздвоява към северната периферия и включва релефни изображения на антропо- и зооморфни персонажи, носещи семантичното значение на пазители на свещената територия, като този пояс е обслужвал проучените три трансформации на първи строителен хоризонт.

При последния етап от съществуването и функционирането на обекта главният вход към свещената територия се е намирал в центъра на южната периферия. Постлан е бил с речни камъни, образуващи форма, подобна на схематична човешка фигура с разперени встрани ръце. Улица, започваща оттук, е водела директно към централната храмова постройка. В северната периферия са се намирали два изхода, водещи по посока на мястото на некропола и блатото. Групите релефни изображения, които са разположени в тази част на разделителния пояс, напомнят на наниз на огърлица. През различните етапи на съществуването на храмовия комплекс входовете и изходите към центъра на обекта се е променяла. По време на периода, предшестващ финалната фаза на функциониране, входът се е намирал в центъра на източната периферия. Оформял се е от три стъпала, образувани от схематизираните силуети на телета и на два антропоморфни индивида. От този вход е започвала улица с посока изток-запад. В самия ѝ западен край е бил изработен нисък релеф на огромна по размери човешка глава, повтаряща в точност типа на някои глинени късноенеолитни идоли.
Цялостното планиране на обекта показва, че храмовете са били групирани главно по протежение на две пресичащи се улици, които обаче не са били перпендикулярни една на друга. Едната минава от югоизток към северозапад, а втората от изток на запад. Сградите, попадащи в образуваните четири инсули, са били обединени от обща тематична насоченост.
При всички преработки на първия строителен хоризонт планът на застрояване и тематичното групиране на постройките се е запазил. Между двата комплекса от по три храма – южният и северният – се е запазило площадно пространство с почти правилна квадратна форма и фигурално оформени страни.
Храмовете от северния комплекс са разположени успоредно един на друг по протежението на улицата с посока изток-запад, а южните им фасади са били обединени от обща колонада. Най-източният храм от този комплекс чрез северната си страна е свързан с междусградното пространство, разположено на север от комплекса, на изток от кръглия храм и на юг от северната част на фигуралния оградителен пояс и е образувал огромна по площ фигура, наподобяваща легнал сфинкс със свити крака.
При съчетаването на кръглия лунен храм с най-западната постройка от северния комплекс се е образувала композиция, силно напомняща огромна схематична човешка фигура с корона на главата.

### Находки
В централния храм на комплекса, разположен в най-високата част на обекта, е разкрито олтарно огнище, свързано чрез глинени тръби, минаващи под нивото на пода и излизащи около страните на малък, но сложен в композиционно отношение релеф. В системата от тръбите се е произвеждал звуков ефект, вероятно използван по време на ритуалните церемонии. Излази от тръбите е имало на различни части по пода и около малкия релеф върху него. Дължината им е била различна и вероятно силата и височината на тоновете също. Това е една от най-ранните машини в Европа, конструирана от хора, известна на археологическата наука.
Релефната композиция е била разположена на пода и е била част от по-голямо пано, където е изобразена седнала жена, която държи в скута си две малки детски фигури. До лявата ѝ страна е моделирано змийско тяло, което е обгърнало трета детска фигура. Встрани от тази композиция, но високо над нея, чрез вдълбавания е оформен силуета на малък бог, чиято глава е увенчана с корона от три змии, а в едната си ръка държи още две змии. Всички гореописани фигури са силно стилизирани и повтарят формите на добре познати екземпляри от късноенеолитната идолна пластика. Лицето на майката е било покрито с червена охра.
Северното помещение на централния храм е заето от гигантски олтар с размери: височина 1,5 m, ширина 1 m и дължина 2 m. На западната му страна е бил прикрепван фалос с диаметър 0,35 m и дължина 0,80 m. Точно срещу него на стената е било изобразено четириъгълно антропоморфно лице с богата полихромна и врязана украса. На челото си е имало апликиран някакъв предмет – вероятно камък, като символ на висока божествена власт. Създава се впечатление, че лицето от стената е наблюдавало и контролирало действията, извършвани на олтара. В това помещение не са открити никакви други релефни композиции.
В Храм № 8 е разкрит олтар с трапецовидна форма, където в центровете на четирите му страни са били моделирани глинени човешки скулптури, едната от които е носила на шията си наниз от 500 мъниста, изработени от черупки на мида денталиум и горна част на плосък костен идол.
Цялата западна страна на Храм № 11 е била заета от монументална глинена скулптура на двуглаво и четириръко божество. Височината ѝ е била 3,50 m, а двете глави са били обединени с обща огърлица. Силуетът на тялото е сумарен – в основата ѝ са оформени фигура на костенурка, забелязват се също еленска глава и антропоид.
В разположения в североизточната периферия на могилата Храм № 13 релефите по пода са били покрити с пласт глина преди опожаряването на постройката – те представляват схематични човешки силуети и изображения на циклите на Луната и знакови означения, чийто вид е трудно определим.
Върху пода на северното помещение на този храм е бил изработен релеф на легнал по гръб мъжки силует. Главата на фигурата е триъгълна, а ръцете скръстени на талията, с гърдите пробити с дупка. В самия северозападен ъгъл на същото помещение е била скулптирана глава на същество с човешко лице и уши на животно и шапка или украшение на главата. По протежение на цялата източна страна на това помещение са били разположени две олтарни съоръжения. Едно с формата на висока пещ, но незасводено, а второто полукръгло пространство, оградено с висока 0,50 m стена.
Външните стени на храма са били украсени с ритмично повтарящи се ниши, разположени на 0,30 m една от друга. Пространството между тях е оформено като улеи.
Храм № 17 е вкопан в терена до 0,60 m. Стените му следват релефите на две гигантски змии – едноглава и триглава, като една от главите на втората е антропоморфна. В центъра на помещението е разкрит олтар, свързан с глинени тръби – като тези в централния храм. Олтарът е бил свързан с антропоморфната глава на един от змийските релефи. Цялото помещение е било запълнено с праха на изгорели до бяло кости на жертвени животни.
Храм № 18 е разположен на северозапад и е с кръгъл план и диаметър почти 8 m. Образуван е от четири концентрични кръга, вкопани на различни дълбочини в околния терен. По обиколката на най-външния кръг на симетрични места са били поставени направени от слама и глина четири буркании (вид амулети с форма на бича глава), гледащи към центъра на кръга. В средния кръг е бил поставен постамент, на чийто връх е поставен диск, изобразяващ пълната Луна, изработен от слама и глина, с маркирани места за очи. В централната част на постройката е бил закрепен вертикално огромен рог на говедо. Храм № 18 е бил поместен между рогата на буркания – релеф, изработен на земята между постройките.
Храм № 18а е разположен до Храм № 18. Планът му е „вписан“ срещу муцуната на бичата глава (бурканий), където е издигнат антропоморфен олтар. Пространството откъм западната му страна е било обмазано с дебел пласт магнезит и осеяно с малки кръгли дупчици, запълнени със ситно смляна червена мазилка. Създава се впечатление, че тук е било изобразено звездното небе. При по-ранната версия на подовите релефи тук е бил изобразен орел, който издига човешка фигура с корона на главата, което според проф. Ана Радунчева е метафоричен образ на антропоморфизираната идея за Слънцето. В последната си версия тази сцена е изобразява Слънцето, което е възседнало риба, плуваща на запад.
Храм № К3 е най-западната постройка от северната група храмове. Той е бил на две нива, като подът му е от сива добре трамбована пръст, където са оформени безброй малки дупчици, пълни със стрита на прах червена мазилка. В центъра на този под при по-ранните релефи от добре изпечена червена глина е бил моделиран релеф на крилат кон с двама ездачи. Тук са регистрирани три олтара.

## Религия и пространство
Цялостната планировка на енеолитния храмов център е била изцяло подчинена на нуждите и изискванията на религиозните вярвания и ритуалите, свързани с тях. Важна особеност на този религиозен комплекс е наличието на релефи и релефни композиции по подовете на храмовете и в извънхрамовото пространство. Според проф. Радунчева всички тези изображения са представяли отделни моменти от разказа за боговете и са онагледявали митологическия разказ, като са свързвали отделните епизоди в една обща религиозна картина на мирозданието на праисторическия човек.
Резултатите от археологическото проучване на храмовия комплекс свидетелстват, че основаването, функционирането и унищожаването му са тясно свързани с митологическия разказ за живота и деянията на членовете на най-върховния божествен пантеон на праисторическия човек и със системата за наблюдение на конфигурацията на небесната сфера и отброяването на времето.
Наблюдава се постепенно стесняване на границите на теменоса, което е протичало отвън навътре. Най-напред са били покривани с пръст храмовете и релефите, разположени между теменоса и централната част на обекта, а впоследствие и сградите и релефите в централната част на комплекса. Във финалния етап от съществуването на обекта са функционирали само централният храм и двата комплекса в западната му половина. В тях е бил събран целият инвентар от вече изгорелите постройки, за който се е считало, че трябва да остане в границите на обекта като принасяне на последна жертва.
Самата последователност при намаляване на броя на действащите храмове е била заложена още с построяването на комплекса и се е определяла от протичането на митологическия разказ. Унищожавали са се и са се засипвали тези храмове, които са били посветени на божества, завършили цикъла на действията си за определен период от време, като пространственият обхват на функциониращите култови сгради се е стеснявал все повече.
Времето, предхождащо последното опожаряване довело до окончателно изоставяне на свещеното място, е било употребено за внимателно и систематично унищожаване на олтарите и други трайни съоръжения в храмовете по начин, който е предполагал всеки свален детайл да остава в непосредствена близост до мястото или съоръжението, на което е принадлежал. Подобна е била съдбата и на глинените статуи, издигнати в храмовете.
След приключване на тези подготвителни работи са били принесени в жертва едно прасе, три агнета, три кучета и един млад човешки индивид, а самият храмов център е бил подпален. Когато пожарът е изтлял над обекта е нанесен пласт пръст, а върху нея наредени греди. Това са били последните ритуални практики, извършвани с унищожаването на култовото средище, почитано от населението на почти целия Балкански полуостров.
Според изследванията на ст.н.с. д-р Лазар Нинов върху възрастта на принесените последно животински жертви, опожаряването на комплекса трябва да се е случило между началото на месец май до втората половина на месец юни. Това е периодът непосредствено преди лятното слънцестоене. Според проф. Ана Радунчева, причината за тези действия е само една – наблюденията на небесната сфера от жреците са констатирали някакви съществени промени в положението на някои ярки звезди или съзвездия, което е счетено за сигнал, че боговете налагат табу върху по-нататъшното обитаване на земите на Централните Балкани. Това действие се е разпространило върху всички обитавани територии в края на енеолита.
Храмовият комплекс представлява неразделна част от високопланинската система от скални светилища и е най-ниско разположеното нейно звено. Обектът е функционирал като единен комплекс с мащабното скално светилище Белинташ, намиращо се над селата Долнослав и Тополово.
Както скалното светилище Белинташ, така и храмовият комплекс край Долнослав попадат в обширна и силно проявена магнитна аномалия. Археоастрономическите изследвания показват, че всички аномални точки в храмовия център се намират вътре в сградите, а на местата им са издигнати олтарите.